# Rajesh Latchoo
Rajesh Joseph Latchoo (8 de junho de 1984) é um treinador de futebol trinitário. Desde 2017, comanda a Seleção Dominiquense.

## Carreira
Sem experiência como jogador de futebol, Latchoo estreou como técnico em junho de 2011, no Joe Public, aos 27 anos de idade.
Passou também pelas seleções femininas de base do seu país natal, voltando a comandar clubes em 2016, no Caledonia AIA, uma das principais equipes de futebol de Trinidad e Tobago. Em março de 2017, foi anunciado como novo técnico da Seleção Dominiquense, no lugar de Shane Marshall.